# Найдено
Найдено — деревня в городском округе Озёры Московской области России. Население — 20 чел. (2015).

## Население
| 1852 | 1859 | 1890 | 1926 | 2002 | 2006 | 2010 |
| ---- | ---- | ---- | ---- | ---- | ---- | ---- |
| 110  | →110 | ↗114 | ↗168 | ↘8   | ↗11  | ↘8   |
| 2015 |      |      |      |      |      |      |
| ↗20  |      |      |      |      |      |      |

## География
Расположено в северной части района, примерно в 16,5 км к северу от центра города Озёры. В деревне 3 улицы — Лесная, Овражная и Школьная, зарегистрировано 2 садовых товарищества. Связана автобусным сообщением с Озёрами и Коломной. Ближайшие населённые пункты — деревни Лёдово и Боково-Акулово, а также Шереметьево Коломенского района.

## История
В «Списке населённых мест» 1862 года Найдина (Надино) — владельческая деревня 2-го стана Коломенского уезда Московской губернии по правую сторону Каширского тракта из Коломны, в 21 версте от уездного города, при речке Невесине, с 21 двором и 110 жителями (50 мужчин, 60 женщин).
По данным на 1890 год входила в состав Бояркинской волости Коломенского уезда, число душ составляло 114 человек.
В 1913 году — 25 дворов и земское училище.
По материалам Всесоюзной переписи населения 1926 года — деревня Шереметьевского сельсовета Бояркинской волости, проживало 168 жителей (80 мужчин, 88 женщин), насчитывалось 31 хозяйство, имелась школа 1-й ступени.
С 1929 года — населённый пункт в составе Озёрского района Коломенского округа Московской области, с 1930-го, в связи с упразднением округа, — в составе Озёрского района Московской области.
В 1959 году, в связи с упразднением Озёрского района, Найдено в составе Боково-Акуловского сельсовета передано Коломенскому району. В 1960 году Боково-Акуловский сельсовет был упразднён, а Найдено передано Гололобовскому сельсовету.
В 1969 году Озёрский район был воссоздан, а в 1970 году Найдено из Гололобовского сельсовета Коломенского района было передано Бояркинскому сельсовету Озёрского района.
С 1994 по 2006 год — деревня Бояркинского сельского округа.
С 2006 года — деревня сельского поселения Бояркинское.